# Rootova–Takahirova smlouva
Rootova–Takahirova smlouva (anglicky: Root-Takahira Agreement, japonsky: 高平・ルート協定) představuje bilaterální smlouvu mezi Spojenými státy americkými a Japonskem o Číně z 30. listopadu 1908. Smlouva byla signována ministrem zahraničních věcí USA Elihu Rootem a japonským velvyslancem Takahirou Kogoro.  

## Náplň smlouvy
Spojené státy podporovaly japonskou stranu během rusko-japonské války v letech  1904-1905. Výměnou zato se dostalo americké vládě japonského uznání na koloniální správu nad Filipínami, stejně jako anexe Havajského království. Spojené státy také uznaly japonské právo na anexi Korey a dominanci v jižním Mandžusku.  
Bilaterální vztahy obou zemí se ale zhoršily po obvinění americké  strany, že Japonsko nerespektuje politiku otevřených dveří v Číně a diskriminuje americké zboží v rámci mandžuského území, které mělo ve své sféře vlivu. 
Dočasně byly tyto nesrovnalosti urovnány touto smlouvou, kde se obě země zavázaly respektovat teritoriální zisky druhého v oblasti Tichého oceánu. Smlouva také obsahovala uznání územní integrity Číny a dodržování principů politiky otevřených dveří na čínském území. 